# (12032) Ivory
(12032) Ivory (1997 BP5) – planetoida z pasa głównego asteroid okrążająca Słońce w ciągu 3,65 lat w średniej odległości 2,37 j.a. Odkryta 31 stycznia 1997 roku.